# L'imperatrice Caterina
L'imperatrice Caterina (The Scarlet Empress) è un film del 1934 diretto da Josef von Sternberg. Basato sui diari di Caterina II di Russia, il film ha come protagonista Marlene Dietrich.
Sullo stesso tema, quell'anno fu realizzato anche il film britannico La grande Caterina (The Rise of Catherine the Great) diretto da Paul Czinner, con Elisabeth Bergner nel ruolo da protagonista.

## Trama
Sofia Federica, figlia di un principe tedesco, fin da piccola è destinata a un grande matrimonio e viene educata con estrema severità. In età da marito, le si annuncia che diventerà la sposa di Pietro, granduca russo, erede al trono. Per lui, lascerà la Germania, accompagnata alla corte di Pietroburgo dal conte Alessio, un bellissimo ufficiale da cui Sofia resta affascinata. Credendo di trovare un marito altrettanto bello, la giovane principessa tedesca resta profondamente delusa nel trovarsi davanti, invece, a un ometto dai comportamenti infantili e oltremodo offensivi nei suoi confronti. Ribattezzata Caterina dalla zarina Elisabetta, la giovane viene umiliata dal marito che la tradisce con la sua vecchia amante, la contessa Elisabetta. Caterina cerca rifugio nell'amore di Alessio, ma anche lui la delude, quando scopre che è l'amante dell'imperatrice che se lo fa portare in camera da letto proprio da lei. Cercando di reagire, Caterina si concede a un ufficiale della guardia, il primo uomo che incontra. Finalmente resta incinta e così acquista potere alla corte russa. Morta Elisabetta, Pietro congiura per togliersi di torno la moglie. Ma Caterina, ormai abile negli intrighi di corte, prende il potere appoggiata dalla chiesa e dall'esercito; facendo uccidere Pietro sale al trono acclamata da tutto il popolo.

## Produzione
Il film fu prodotto dalla Paramount Pictures.

## Distribuzione
Distribuito dalla Paramount Pictures, uscì nelle sale cinematografiche USA il 15 settembre 1934 dopo essere stato presentato in prima mondiale a Londra il 9 maggio 1934

## Critica
Secondo il Dizionario Mereghetti, è «forse il più affascinante film di Sternberg [...] interamente dominato dalla presenza dell'eros», dalle «scenografie espressionistiche, barocche, angoscianti [...] di una magnificenza visiva ai limiti del delirio».
Per il Dizionario Morandini è «un film delirante, onirico, eccessivo, ornamentale, dominato dall'Eros, da una visione del potere come esperienza orgiastica e da una M. Dietrich inafferrabile ed estatica [...] È il più ermetico e complesso dei 7 film di Sternberg con M. Dietrich, e uno dei più bizzarri mai usciti da Hollywood».